# Антонина Желязкова
Антонина Любомирова Желязкова е български културен антрополог, директор на Международния център за малцинствата и културните взаимодействия (ИМИР).

## Биография
Родена е на 28 ноември 1952 г. в София в семейството на акад. Любомир Желязков и преводачката германистка Марта Желязкова. Желязкова завършва източни езици в Софийския държавен университет, като специализира и история на балканските страни. Защитава докторска дисертация на тема: „Етнорелигиозните промени в някои западнобалкански провинции на Османската империя през XV-XVIII век“. Специализира в Москва и Ленинград.
През 1987 г. публично се противопоставя на т.нар. „възродителен процес“. Съучредител на Русенския комитет и Клуба за подкрепа на гласността и преустройството в България. До 1991 г. работи в Института по балканистика към БАН. От 1990 до 1993 г. е експерт по етнически и религиозни проблеми на президента Желю Желев.
Има множество публикации и лекции за малцинствата в България и Югоизточна Европа. Един от познавачите на Турция, исляма на Балканите и албанския национализъм.
В броя си от юни 2007 редакцията на македонисткият вестник „Народна воля“ благодари на организацията, ръководена от нея, за отпусната поредна помощ от 500 лева, използвана за отпечатване на съответния брой.
Преподавател по културология в СУ „Св. Климент Охридски“ и НБУ.